# Théodore Émile Leudet
Théodore Émile Leudet, né le 14 mai 1825 à Rouen et mort le 5 mars 1887 à Rouen, est un médecin français.

## Biographie
Émile Leudet passe une année en Angleterre et deux années en Allemagne avant de faire sa rhétorique à Louis-le-Grand et sa philosophie à Rouen. Il retourne ensuite à Paris faire des études de médecine. Interne, il remporte le prix Corvisart, la médaille d'argent à l’École pratique de la faculté, le prix Monthyon et la grande médaille d'or des hôpitaux.
Il est rappelé à Rouen en 1854 pour prendre la chaire de clinique médicale. Dix ans après, il est nommé directeur de l'école préparatoire de médecine et de pharmacie de Rouen. Il réalise des travaux sur l'alcool et la tuberculose.
Il est membre de l'Association française pour l'avancement des sciences. Le 14 février 1887, il est nommé membre correspondant de l'Académie des sciences.
Il demeure au no 49 boulevard Cauchoise à Rouen.
Il est inhumé au cimetière monumental de Rouen en présence du recteur Edgar Zévort, du préfet Ernest Hendlé et du maire Maurice Lebon.
Son nom a été attribué à une rue de Rouen à la suite d'une décision du conseil municipal du 26 février 1892.

## Publications
- Recherches sur la phtisie aiguë chez l'adulte, Paris, 1851, 78 p.
- Recherches cliniques sur l'étiologie, la curabilité et le traitement de la syphilis hépatique, Paris, P. Asselin, 1866, 30 p.
- Clinique médicale de l'Hôtel-Dieu de Rouen, Paris, J.-B. Baillière et fils, 1874, 606 p. (lire en ligne)
- De l'État mental des alcoolisés, Paris, E. Martinet, 1875, 16 p.
- Études de pathologie et de clinique médicales, Paris, G. Steinheil, 1891

## Distinction
- Officier de l'Instruction publique
- Chevalier de la Légion d'honneur (août 1867)[5]